# Südvietnam
Südvietnam bezeichnet mehrere historische Staaten, die 1954 aus der Teilung Vietnams nach der französischen Niederlage in der Schlacht um Điện Biên Phủ im Indochinakrieg entstanden. Die offiziellen Namen lauteten von 1949 bis 1955 Staat Vietnam (Quốc gia Việt Nam), danach bis 1975 Republik Vietnam (Việt Nam Cộng Hòa). Nach der Kapitulation der Republik Vietnam am Ende des Vietnamkriegs wurde die kommunistisch dominierte Republik Südvietnam (Cộng Hòa Miền Nam Việt Nam) etabliert, die im Juli 1976 mit Nordvietnam zur Sozialistischen Republik Vietnam vereinigt wurde.
Südvietnams Hauptstadt war Saigon. Die autoritäre antikommunistische Regierung von Ngô Đình Diệm lehnte die Vereinbarungen der Indochinakonferenz ab und verhinderte die für das Jahr 1956 vorgesehenen gesamtvietnamesischen Wahlen.
In Südvietnam entstand die Nationale Front für die Befreiung Südvietnams, die sich gegen die autoritäre Herrschaft Diems richtete. Infolge dieser Probleme kam es 1964 zum Vietnamkrieg, der sich, abgesehen von US-amerikanischen Luftangriffen auf nordvietnamesische, kambodschanische und laotische Ziele, hauptsächlich auf südvietnamesischem Boden abspielte und dem Land schwere Verwüstungen einbrachte.

## Geographie
Südvietnam lässt sich in drei große Landschaftsgebiete einteilen: die flachen Landstriche an der Küste, das bergige Hinterland Truong Son und das fruchtbare Mekong-Delta ganz im Süden des Landes. Das Klima ist tropisch.
Das Land war ab 1967 in 44 Provinzen eingeteilt. Die Hauptstadt Saigon wurde nach ihrer Einnahme durch die FNL am 1. Mai 1975 in Ho-Chi-Minh-Stadt umbenannt.

## Geschichte

### Vorgeschichte
Der südliche Teil Vietnams war von 1863 bis 1954 als Cochinchina Teil der französischen Kolonie Indochina und wurde von einem Gouverneur von Hanoi aus regiert. Die europäischen Besatzer nutzten Südvietnam vor allem für den Plantagenanbau. Einzelne Cochinchinesen besaßen das Wahlrecht zur französischen Nationalversammlung und wurden von Frankreich auch kulturell beeinflusst. Nachdem Frankreich 1940 im Zweiten Weltkrieg vom NS-Staat besiegt worden war, wurde Cochinchina von der Vichy-Regierung verwaltet. Im weiteren Kriegsverlauf wurde Vietnam schließlich von Japan besetzt, was eine Doppelherrschaft der Franzosen und der Japaner über das Land zur Folge hatte, bis die Franzosen im März 1945 endgültig verdrängt wurden. Daraufhin erklärten die Japaner die Unabhängigkeit Vietnams und kontrollierten das Land im Hintergrund. Gegen die Fremdherrschaft kämpfte die militante Việt Minh unter Führung von Hồ Chí Minh, die aus Nationalisten und Kommunisten bestand. Nach der Kapitulation der Japaner im August 1945 gegen die Alliierten erklärte Hồ Chí Minh in Hanoi in der Augustrevolution die Unabhängigkeit Vietnams und gründete nach Abdankung des Marionettenkaisers der Japaner Bảo Đại am 25. August die kommunistische Demokratische Republik Vietnam, die er selbst als Präsident regierte. Frankreich erkannte die Autonomie Vietnams zwar am 6. März 1946 an, widerrief dies aber im November gleichen Jahres.
Bereits seit September 1945 begannen die Franzosen in Südvietnam ihre alte Verwaltung wieder einzurichten und erklärten Cochinchina im Juni 1946 zur autonomen Republik, die aber Teil der Kolonie Französisch-Indochina bleiben sollte. In der Folge versuchten sie, auch den Norden des Landes wieder unter ihre Kontrolle zu bekommen. Daraufhin begannen die Việt Minh im Dezember mit dem Angriff auf die französische Garnison in Hanoi den Indochinakrieg, um die Fremdherrschaft zu beenden.

### Gründung des Staates Vietnam
Am 14. Juni 1949 bildete sich im Süden Vietnams in Saigon eine antikommunistische, loyal zu Frankreich stehende Gegenregierung zu den Viet Minh. Angeführt wurde sie vom früheren Kaiser Bảo Đại. Vietnam wurde danach zum Objekt des Kalten Krieges, da die westlichen Mächte Großbritannien und die USA den Staat Vietnam im Süden anerkannten, während die Ostblockstaaten wie China oder die Sowjetunion die Regierung des Nordens unter Ho Chi Minh offiziell anerkannten. Die Aufnahme Südvietnams als Mitgliedsstaat der Vereinten Nationen scheiterte 1957 am Veto der Sowjetunion.
Nach dem Rückzug der Franzosen aus Vietnam infolge der Niederlage in der Schlacht von Điện Biên Phủ endete der Indochinakrieg. Das Land erhielt seine Unabhängigkeit und wurde im Rahmen der Indochinakonferenz 1954 in den kommunistischen Norden und den Süden unter Kaiser Bảo Đại geteilt, der weiter unter westlichem Einfluss stehen sollte. Die Teilung des Landes sollte aber nur provisorisch erfolgen, für 1956 waren gesamtvietnamesische Wahlen geplant.

### Herrschaft des Ngô Đình Diệm
Die für 1956 geplanten gesamtvietnamesischen Wahlen fanden allerdings nicht statt, da 1955 der Premierminister der südvietnamesischen Regierung, der katholische Nationalist Ngô Đình Diệm, den beim Volk unbeliebten Kaiser Bảo Đại absetzte und Südvietnam zur Republik ausrief. In einem manipulierten Referendum ließ sich Diệm am 23. Oktober 1955 mit 98 % der Stimmen zum ersten Präsidenten der Republik Vietnam wählen. Diệm wurde von den USA unterstützt, die später massiv den Staatshaushalt subventionierten, und lehnte die Beschlüsse der Indochinakonferenz ab. Mit dem Argument, dass Südvietnam den Indochinavertrag nicht unterzeichnet habe, erklärte Diệm, dass die gesamtvietnamesischen Wahlen nicht stattfänden. In Wahrheit lehnte er die Wahlen ab, weil für ihn zu befürchten stand, dass sich in diesen die Kommunisten durchsetzen würden. Die Franzosen zogen 1956 ihre letzten Soldaten aus Vietnam ab und hinderten Diệm nicht an seinen Plänen.
Die US-amerikanische Regierung schickte Militärberater nach Südvietnam, um die Bekämpfung des ab 1957 aufflammenden latenten Aufstandes zu unterstützen. Die religiöse Minderheit der Caodaisten oder die kriminelle Vereinigung Bình Xuyên wurden vom autoritären Präsidenten in militärischen Aktionen besiegt. Durch die Vernichtung der kaiserlichen Garde und kaisertreuer buddhistischer Truppen oder Milizen schwächte er aber auch die antikommunistischen Kräfte Vietnams entscheidend.
Um seine Macht zu sichern, setzte Diệm Verwandte in höchste Staatsämter. Er schuf zwei Geheimdienste, die sich gegenseitig bespitzelten, und ließ zwischen 1955 und 1957 12.000 Menschen, vor allem politische Gegner, aber nicht nur Kommunisten, töten. Außerdem wurden ungefähr 150.000 Personen inhaftiert.
In den nächsten Jahren machte sich der Präsident aber in der Bevölkerung und auch bei den USA, ohne die Südvietnam nicht überlebensfähig gewesen wäre, zunehmend unbeliebt, da er eine Bodenreform ablehnte. Stattdessen ordnete er Zwangsumsiedlungen der Landbevölkerung an, um dadurch der FNL Mitglieder zu entziehen. Die Zwangsumsiedlungen erreichten allerdings eher das Gegenteil ihres ursprünglichen Ziels: Viele Menschen, die dem Kommunismus bisher ablehnend gegenübergestanden hatten, schlossen sich nun der FNL an, um gegen Diệm Widerstand zu leisten. Der katholische Präsident begann weiterhin eine christliche Bekehrungskampagne, die ihm die Abneigung der Buddhisten im Lande einbrachte. Auch die USA wandten sich wegen Diệms autoritärem Herrschaftsstil immer weiter von ihm ab.
Am 8. Mai 1963 erschütterte dann die Buddhistenkrise Südvietnam: Am Geburtstag des Buddha zeigten buddhistische Mönche verbotenerweise buddhistische Flaggen, worauf Diệms Elitesoldaten in die unbewaffnete Menge schossen. Neun Menschen starben. Nach diesem Vorfall kam es zu weiteren Demonstrationen – vor allem von Studenten – gegen den Präsidenten, die dieser ebenfalls blutig niederschlagen ließ. Im Juni 1963 erreichten die Bilder der Proteste auch die Weltöffentlichkeit, als sich der Mönch Thích Quảng Đức selbst verbrannte.

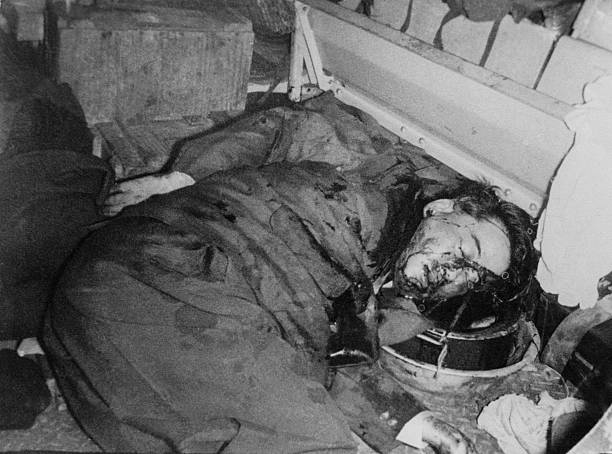
Die Leiche von Ngô Đình Diệm

Während der Buddhistenkrise entsandten die USA mit Henry Cabot Lodge junior einen neuen Botschafter nach Saigon. Dieser signalisierte den ebenfalls unzufriedenen Generälen der ARVN, dass die Regierung der Vereinigten Staaten nichts gegen einen Machtwechsel in Südvietnam einzuwenden habe. Daraufhin wurde Diệm am 1. November 1963 in einem Militärputsch gestürzt. Diệm zeigte erst Bereitschaft zu Reformen, als sein Präsidentenpalast bereits von Soldaten umstellt und seine Garde entwaffnet worden war. Vergeblich ersuchte Diệm den US-Botschafter um Hilfe und floh dann mit seinem Bruder durch unterirdische Geheimgänge. Trotzdem wurden die beiden später von den Putschisten gefunden und getötet.

### Häufige Regierungswechsel und Vietnamkrieg
Nach Diệms Tod übernahm der vorherige Armeechef Dương Văn Minh die Macht und regierte mithilfe einer Militärjunta das Land.
In den nächsten beiden Jahren wechselten sich in kurzer Zeit verschiedene Militärregierungen an der Spitze der Republik Vietnam ab. Am 30. Januar 1964 folgte General Nguyễn Khánh nach einem unblutigen Staatsstreich auf Minh und blieb auch faktisch an der Macht, als er Nguyễn Văn Thiệu im September zum Präsidenten wählen ließ. Im Februar 1965 wurde er nach einem weiteren Staatsstreich von Phan Khắc Sửu als Präsident und Nguyễn Cao Kỳ als Premierminister ersetzt. Erst im Jahr 1967 kehrte das Land zu einer verfassungsgemäßen Regierungsform zurück, Kỳ blieb Vizepräsident, verlor aber seinen politischen Einfluss, während Nguyễn Văn Thiệu Südvietnam bis 1975 regierte.
Wegen der inneren Unruhen im Süden gelang es der FNL bis 1964, 40 % des Staatsgebietes unter ihre Kontrolle zu bringen. Die südvietnamesische Armee befand sich in schlechtem Zustand und konnte nur wenig Widerstand leisten.
Am Vietnamkrieg nahmen neben den Hauptkriegsparteien USA, Südvietnam, Nordvietnam und dem FNL auch Australien, Neuseeland und Südkorea teil. Die Volksrepublik China beteiligte sich offiziell nur indirekt; auch die anderen Ostblockstaaten, insbesondere die Sowjetunion, unterstützten Nordvietnam lediglich indirekt mit massiven Waffenlieferungen.
Im Jahr 1965 schickten die Vereinigten Staaten von Amerika die ersten Truppen zur Unterstützung Südvietnams gegen die kommunistische FNL. Die Kämpfe spitzten sich immer weiter zu, während der Tet-Offensive 1968 befanden sich 1,5 Millionen südvietnamesische und 500.000 amerikanische Soldaten im Krieg. Ab 1968 versuchten die USA mehr und mehr, den Krieg zu vietnamisieren. Sie schränkten ihr direktes Engagement immer mehr ein und versuchten die Hauptlast der militärischen Operationen der südvietnamesischen Armee zu übertragen. Diese neue Politik fand ihren Abschluss im Jahre 1973, als die letzten US-amerikanischen Truppen Südvietnam nach dem Abschluss der Pariser Friedensverträge verließen. Die USA konnten ihr Ziel, den Süden zu stabilisieren, also letztendlich nicht erreichen. Trotz des Einsatzes von moderner Kriegstechnologie waren die Guerilla-Kämpfer des Vietcong im dichten Urwald, der mit unterirdischen Fluchtwegen präpariert war, nicht zu bezwingen. Die Natur nahm durch Entlaubungsmittel, die die USA einsetzten, schweren Schaden. Im März 1973 verließen schließlich die letzten US-Einheiten Vietnam, nachdem sie schwere Verluste hatten hinnehmen müssen und die amerikanische Öffentlichkeit zunehmend kriegsmüde geworden war.
Die Pariser Verträge vom 27. Januar 1973 sahen neben dem Abzug der US-Soldaten die Einstellung aller Kampfhandlungen in Vietnam vor. Da die Armee des Südens den Vietcong in der Folge aber immer weiter zurückdrängte, entschloss sich Nordvietnam zu erneuten militärischen Aktionen, der Krieg brach im Januar 1974 erneut aus. Ein Jahr darauf startete der Norden seine Frühjahrsoffensive im Süden, der die dortige Armee kaum mehr etwas entgegenzusetzen hatte, auch weil die USA ihre finanziellen Hilfen stark gekürzt hatten, die Ölkrise die Wirtschaft geschwächt hatte und der ARVN nur noch wenig Artillerie und Munition zur Verfügung standen. Die Oberschicht schaffte ihren Besitz außer Landes, allein 1974 desertierten 240.000 Soldaten. Nachdem die Truppen des Nordens die Grenze überschritten hatten, standen sie bis Ende April schon vor der Hauptstadt Saigon. Präsident Thiệu legte am 21. April sein Amt nieder und floh nach Taiwan. Sein Nachfolger Trần Văn Hương bemühte sich vergeblich um Friedensverhandlungen mit dem Norden und übergab nach einer Woche sein Amt an Dương Văn Minh, der damit nach 1963 seine zweite Amtszeit als Präsident antrat. Nach zwei Tagen war auch diese beendet und am 30. April 1975 erklärte Minh die Kapitulation der Republik Vietnam und die Auflösung der Regierung. Am 1. Mai marschierte die siegreiche nordvietnamesische Armee in Saigon ein und hisste die Fahne des Vietcong auf dem Unabhängigkeitspalast. Zuvor hatten sich während der amerikanischen Evakuierungsaktion Operation Frequent Wind dramatische Szenen abgespielt, da tausende Vietnamesen ihr Land im Angesicht der kommunistischen Machtergreifung verlassen wollten. Die Unterstützer des alten Regimes, die nicht fliehen konnten, wurden von den Kommunisten interniert. Über 1,6 Millionen Vietnamesen versuchten in den folgenden Jahren per Boot über das Südchinesische Meer das kommunistische Vietnam zu verlassen und wurden als boat people in der westlichen Welt bekannt.

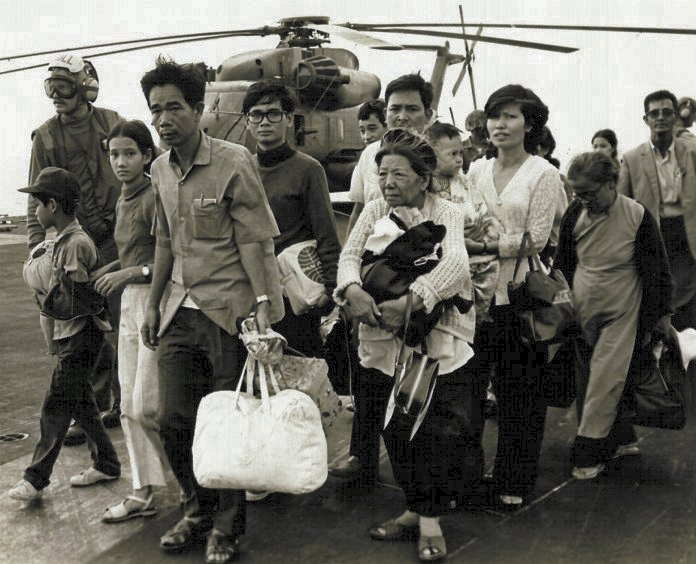
Vietnamesen fliehen vor den Kommunisten

Die Republik Südvietnam unter Huỳnh Tấn Phát wurde am 2. Juli 1976 mit Nordvietnam zur Sozialistischen Republik Vietnam wiedervereint.

## Politik
In seiner kurzen Geschichte erlebte Südvietnam viele politische Machtwechsel. Der erste Staatschef war mit Bảo Đại noch ein Kaiser. Dieser war in der Bevölkerung allerdings wenig beliebt und galt als Strohmann der französischen Besatzer – nicht zuletzt, weil er zumeist in Frankreich lebte.
1955 ergriff Premierminister Ngô Đình Diệm die Macht, stürzte den Kaiser, rief die Republik Vietnam aus und ließ sich einem Referendum mit 98 % der Stimmen zum ersten Präsidenten der Republik wählen. Die Abstimmung war aber gefälscht: so erhielt Diệm in der Hauptstadt Saigon 133 % der Stimmen. In den folgenden Jahren baute er ein autoritäres Regime auf, das politische Gegner radikal verfolgte. Unterstützt wurde er von den USA, die aber mit Diệms Herrschaftsstil, der letztlich den Kommunisten als Gegner des Regimes großen Zulauf brachte, bald nicht mehr einverstanden waren und 1963 in einen Militärputsch einwilligten, bei dem der Präsident getötet wurde. Daraufhin bildete sich über Jahre hinweg aber keine stabile Regierung mehr, verschiedene Generäle putschten sich abwechselnd an die Macht.
Um die Nation endlich zu stabilisieren, beschloss 1965 eine aus Vertretern des Militärs bestehende Versammlung, ein demokratisches System mit einem starken Präsidenten an der Spitze einzuführen. Nachdem Luftwaffenchef Nguyễn Cao Kỳ Premierminister und General Nguyễn Văn Thiệu Präsident geworden waren, beruhigte sich die politische Lage wieder.
Das Parlament, das 1967 erstmals gewählt wurde, bestand aus zwei Kammern. Nguyễn Văn Thiệu erhielt die Mehrheit der Stimmen (38 %) und wurde als Präsident nun wichtigster Mann im Staat. 1971 wurde Thiệu ohne Gegenkandidat wiedergewählt. Aber auch er schuf keinen demokratischen Staat im eigentlichen Sinne und regierte autoritär. Im Angesicht des bald verlorenen Vietnamkrieges flüchtete Thiệu am 21. April 1975 nach Taiwan. Nach der einwöchigen Amtszeit von Trần Văn Hương erlebte Dương Văn Minh nach 1963 seine zweite Amtszeit als südvietnamesischer Präsident, konnte aber nichts weiter tun, als die Kapitulation der Hauptstadt Saigon gegen die Kommunisten bekanntzugeben. Diese errichteten nach der Eroberung Südvietnams eine provisorische kommunistische Regierung, riefen die Republik Südvietnam aus und vereinigten das Land 1976 nach 15 Monaten mit dem Norden.
Südvietnam war Mitglied in den internationalen Vereinigungen Asiatische Entwicklungsbank, Weltbank und der Internationalen Entwicklungsorganisation, des Internationalen Währungsfonds, von Interpol oder der UNESCO. Die Mitgliedschaften in diesen westlichen Vereinigungen zeigen die Ausrichtung zu den Westmächten und die Angewiesenheit Südvietnams auf die USA, von denen das Land finanziell abhängig war.

## Militär
Nach der Gründung des Staates Vietnam im Jahr 1949 wurde unter französischer Mithilfe die Nationale Armee Vietnams aufgebaut, die gegen die Việt Minh kämpfen und die die französische Kolonialherrschaft sichern sollte. Sie wuchs bis 1952 auf sechzig Bataillone an, war aber am Indochinakrieg kaum beteiligt. Stattdessen diente sie vor allem Wachaufgaben, die besseren Waffen erhielten die französischen Truppen. Viele Soldaten desertierten, in der Bevölkerung wurde die Armee als Marionette der Kolonialherren angesehen und war daher unbeliebt. Am 20. Juli 1954 wurde die Nationale Armee Vietnams nach Beschluss des Genfer Abkommens aufgelöst.
Der neue südvietnamesische Präsident Ngô Đình Diệm richtete Ende Oktober 1956 unter dem Namen Armee der Republik Vietnam (ARVN) ein neues Heer für sein Land ein. Die ARVN wurde von den USA mit Militärberatern, Geld und Waffen unterstützt. Sie bekämpfte aber nicht nur die FNL, sondern wurde von Präsident Diệm auch zur Verfolgung von Oppositionellen oder religiösen Gruppen wie den Caodaisten eingesetzt. Durch die Zwangsumsiedlungen von Dorfbewohnern, die Diệm mithilfe der ARVN durchführte, machte sich diese aber ebenfalls beim Volke unbeliebt.
Präsident Diệm wurde schließlich 1963 durch einen von den USA gebilligten Putsch der ARVN-Generäle gestürzt und ermordet. In den folgenden Jahren übernahm die Armee in wechselnden Militärregierungen die politische Macht in Südvietnam. Trotz des gleichzeitigen Einsatzes von amerikanischen Soldaten spielte die ARVN auch im Vietnamkrieg gegen das kommunistische Nordvietnam eine wichtige Rolle und hatte schließlich 250.000 Gefallene zu beklagen.
Ab 1968 wurden alle waffenfähigen Männer Südvietnams in die ARVN berufen, wodurch die Armee bis 1972 auf über eine Million Mann anwuchs. Nach dem schrittweisen Rückzug der US-Truppen musste die ARVN die Hauptlast des Krieges übernehmen. Trotz weiterer US-Hilfen befand sich das Heer noch immer in schlechtem Zustand, Korruption und mangelhafte Ausrüstung sowie Desertionen stellten einen erheblichen Nachteil gegenüber den Streitkräften des Nordens dar.
1972 konnte die ARVN mit amerikanischer Luftwaffenunterstützung die Osteroffensive des Nordens abwehren. Durch die Einführung der Todesstrafe für Deserteure gelang es Präsident Nguyễn Văn Thiệu, die Armee besser zusammenzuhalten. Nachdem die südvietnamesischen Streitkräfte die Kommunisten fast vollständig aus ihrem Land zurückgedrängt hatten, kürzten die Vereinigten Staaten ihre Hilfen für die Armee 1974 allerdings beträchtlich.
Mit der Ho-Chi-Minh-Offensive 1975 versuchte der Norden schließlich, eine Entscheidung in dem Konflikt herbeizuführen und fiel in Südvietnam ein. Die zahlenmäßig unterlegene ARVN und ihre Luftwaffe hatten den Invasoren wenig entgegenzusetzen, schnell drangen die Kommunisten immer weiter nach Süden vor. Massendesertionen von ARVN-Soldaten waren die Folge, zudem trat Ende April der Oberkommandierende der Armee zurück, sodass diese führerlos war. In der entscheidenden Schlacht von Xuan Loc hielt die 18. Division der ARVN einem dreimal so starken Gegner lange stand und fügte diesem hohe Verluste zu. Schließlich musste man sich aber geschlagen geben, so dass der Weg in die Hauptstadt Saigon frei war. Nachdem die Kommunisten die Stadt ohne großen Widerstand besetzt und die Republik Südvietnam ausgerufen hatten, begingen viele ARVN-Offiziere lieber Suizid, als sich dem Gegner auszuliefern. Nach Kriegsende wurde die ARVN von den neuen Machthabern aufgelöst, die Soldaten, die nicht ins Ausland geflohen oder sich umgebracht hatten, wurden in kommunistische Umerziehungslager geschickt.

## Wirtschaft
Aufgrund seiner politischen Nähe zu den westlichen Staaten war in Südvietnam eine freie Marktwirtschaft vorhanden, die vor allem mit Hilfen der USA von bis zu 20 % des BIP im Jahr unterstützt wurde. Nachdem die Vereinigten Staaten ab 1974 ihre Hilfen stark reduzierten, brach die Wirtschaft Südvietnams zusammen.
Noch in der Kaiserzeit unter Bảo Đại wurde die staatliche Fluglinie Air Vietnam gegründet.
Die Ölkrise im Oktober 1973 bedeutete einen schweren wirtschaftlichen Rückschlag für Südvietnam, infolge dessen die Inflation auf 200 % anwuchs. Nach der Wiedervereinigung Vietnams infolge der Besetzung Südvietnams durch das kommunistische Nordvietnam wurde die Zentralverwaltungswirtschaft eingeführt.

## Gesellschaft
Die südvietnamesische Bevölkerung bestand aus vielen verschiedenen ethnischen und religiösen Gruppen, beispielsweise den Katholiken, den Buddhisten oder einigen Sektenmitgliedern, sowie politischen Gruppen wie den kaisertreuen oder den Militärs. Seit Ende der 1950er Jahre erfuhr im Süden aber auch die kommunistische Bewegung um den Vietcong regen Zuspruch. Grund hierfür waren vor allem die Repressalien des damaligen Präsidenten Ngô Đình Diệm, der Oppositionelle radikal verfolgte.
Ungefähr 90 % der Bevölkerung waren Vietnamesen, die restlichen 10 % setzten sich aus den chinesischen Hoa, den unterschiedlichen Bergvölkern (Montagnards), Franzosen, Khmer und den Cham zusammen.

### Kultur
In der französischen Kolonialzeit hatten die Einwohner Südvietnams viele westliche Gebräuche übernommen. In den 1960er Jahren orientierte sich die südvietnamesische Jugendkultur vor allem am US-amerikanischen Vorbild, was Kleidung oder Musik betrifft.

### Bildung
Die Anzahl der Studenten vergrößerte sich von der Gründung der Republik Vietnam 1955 bis 1973 um 88.000 von 2000 auf über 90.000.

### Medien
Am 7. Februar 1966 wurde schwarz-weißes Fernsehen in den größten Städten Südvietnams eingeführt. In den ersten Jahren gab es täglich eine Stunde Übertragungszeit, in den 1970er Jahren dann am Abend sechs Stunden.
In Südvietnam gab es seit 1955 insgesamt fünf Radiostationen. Die verschiedenen Sender des Radios Vietnam waren aufgeteilt in ein flächendeckendes Radio sowie einen Sender für das Militär und Sender in ausländischen Sprachen wie beispielsweise Chinesisch, Englisch oder Französisch.